# قرار مجلس الأمن التابع للأمم المتحدة رقم 1895
قرار مجلس الأمن التابع للأمم المتحدة رقم 1895 المتخذ بالإجماع في 18 نوفمبر 2009.

## القرار
مدد مجلس الأمن لمدة عام آخر، حتى 18 تشرين الثاني (نوفمبر) 2010، ولاية قوة الاتحاد الأوروبي لتحقيق الاستقرار (يوفور) لضمان استمرار الامتثال لاتفاقية دايتون للسلام التي أنهت القتال في البوسنة والهرسك في عام 1995.
وباتخاذ القرار 1895 (2009) بالإجماع، رحب المجلس أيضا بقرار الإبقاء على مقر منظمة حلف شمال الأطلسي (الناتو) في البلد، التي قادت قوة تحقيق الاستقرار المتعددة الجنسيات التي سلمت مسؤوليات حفظ السلام إلى قوة الاتحاد الأوروبي في عام 2004، وأكد حق كلا المنظمتين في اتخاذ جميع التدابير اللازمة للدفاع عن أنفسهم من الهجمات أو التهديدات.
وكرر المجلس التأكيد على أن المسؤولية الأساسية لمواصلة تنفيذ اتفاق السلام تقع على عاتق السلطات البوسنية. وقال القرار إن التزامهم - وخاصة التعاون الكامل مع المحكمة الدولية ليوغوسلافيا السابقة - سيحدد الرغبة المستمرة للمجتمع الدولي والجهات المانحة الرئيسية لتقديم الدعم.
وأكد المجلس أيضا دعمه الكامل للممثل السامي في رصد تنفيذ اتفاق السلام وأقر بأنه السلطة النهائية في مسرح العمليات فيما يتعلق بتفسير التنفيذ المدني للاتفاق.